# Giulia Terzi
Pour les articles homonymes, voir Terzi.
Giulia Terzi, née le 14 août 1995 à Milan, est une nageuse handisport italienne concourant dans la catégorie S7. Elle est l'une des nageuses les plus médaillées des Jeux paralympiques d'été de 2020 avec 4 médailles dont deux titres.

## Jeunesse
Née avec une scoliose, elle a subi 4 opérations des vertèbres entre 2015 et 2017 qui ont affecté ses nerfs et lui rendent difficile l'utilisation de son bras et de sa jambe gauche. Elle débute le sport par la gymnastique artistique mais se tourne vers la natation lorsque sa maladie s'aggrave. Elle se déplace en fauteuil roulant.

## Carrière
Aux championnats du monde 2019, elle remporte deux médailles d'argent et une de bronze.
Pour ses premiers Jeux paralympiques en 2020, Giulia Terzi remporte quatre médailles : l'or sur le 100 m nage libre S7 en 1 min 09 s 21, nouveau record paralympique ; l'or sur le relais 4 × 100 m nage libre 34 pts avec Xenia Francesca Palazzo, Vittoria Bianco et Alessia Scortechini ; l'argent sur le 400 m nage libre S7 en 5 min 06 s 32 et l'argent sur le relais 4 × 50 m nage libre 20 pts mixte avec Arjola Trimi, Luigi Beggiato et Antonio Fantin.

## Palmarès

### Jeux paralympiques
- médaille d'or du 100 m nage libre S7 aux Jeux paralympiques d'été de 2020 à Tokyo
- médaille d'or du 4 x 100 m nage libre 34 pts aux Jeux paralympiques d'été de 2020 à Tokyo
- médaille d'argent du 400 m nage libre S7 aux Jeux paralympiques d'été de 2020 à Tokyo
- médaille d'argent du 4 x 50 m nage libre 20 pts aux Jeux paralympiques d'été de 2020 à Tokyo
- médaille de bronze du 400 m nage libre S7 aux Jeux paralympiques d'été de 2024 à Paris

### Championnats du monde
- médaille d'argent du 4 x 50 m 4 nages 20 pts aux championnats du monde 2019 à Londres
- médaille de bronze du 100 m papillon S7 aux championnats du monde 2019 à Londres
- médaille de bronze du 50 m papillon S7 aux championnats du monde 2019 à Londres

### Championnats d'Europe
- médaille d'or du 50 m nage libre S7 aux championnats d'Europe 2020 à Funchal
- médaille d'or du 100 m nage libre S7 aux championnats d'Europe 2020 à Funchal
- médaille d'or du 50 m papillon S7 aux championnats d'Europe 2020 à Funchal
- médaille d'or du 200 m 4 nages SM7 aux championnats d'Europe 2020 à Funchal
- médaille d'or du 4 x 100 m nage libre 34 pts féminin aux championnats d'Europe 2020 à Funchal
- médaille d'or du 4 x 50 m 4 nages 20 pts mixte aux championnats d'Europe 2020 à Funchal
- médaille de bronze du 4 x 100 m 4 nages 34 pts féminin aux championnats d'Europe 2020 à Funchal